# Francisco Xelder
Francisco Xelder fue el gobernador de Cuba entre 1653 y 1654. Fue caballero de Calatrava.

## Biografía
Francisco Xelder, en su juventud, se unió al Ejército Español, adquiriendo el título de Maestre de Campo. En 1653 fue nombrado gobernador de Cuba. Tras su entrada en el gobierno de Cuba, se vio involucrado en casos de corrupción. Así, con el fin de ser apoyado por los oficiales reales Aréchaga y Arias Maldonado, aceptó el soborno que les hizo el capitán de un barco negrero para enviar un contrabando de esclavos negros a Cuba. Así, con el fin de facilitar la entrada del contrabando en el archipiélago, Xelder ordenó el retiro de los centinelas de las fortalezas de La Habana. Debido a esto, a las diez de la noche del 25 de junio de 1653,  un buque que llevaba a quinientos esclavos negros pudo entrar fácilmente a La Habana, siendo registrados sólo cincuenta de ellos (“los peores”). Todos los demás fueron vendidos a precio barato y de forma secreta a todos los demás a los hacendados residentes en esa ciudad. El 23 de junio de 1654 fue destituido y reemplazado por Juan de Montanos Blázquez. Xelder murió el 23 de junio de 1654.